# ミナレット (企業)
株式会社ミナレット（ミナレット、Minaret Inc.）は、東京都港区に本社を置く、コンサルティング会社である。

## 概要
2013年1月、現代表取締役の益田勇気が創業。ストラテジー、テクノロジー、クリエイティブの3つの事業部からなり、戦略立案から、WEB・システム開発、クリエイティブ制作までを一括で対応できる企業として、様々な分野・産業に対し、戦略、業務、IT､デジタル広告、クリエイティブ制作などのあらゆるコンサルティング、制作物を提供している。
創業当初はナショナルクライアントを中心にデジタルマーケティングにおける企画、クリエイティブ制作、および新規事業のコンサルティングなどをメインに行っていたが、近年では経営、マーケティング領域を専任チームで総合的に運用する「MSO（ミナレット・ストラテジー&オペレーション）」サービスを主力としている。
また国内外のプロジェクトを経験して得た知見から、講演依頼や社内研修依頼も多くあり、毎年積極的に登壇している。

## 社名について
代表の益田勇気が幼少期をアラブ首長国連邦の首都アブダビで過ごしたことから、モスクやマドラサなどに付随する塔である「ミナレット」にちなみ命名された。「ミナレット」は、イスラム教で1日に5度行われる礼拝の呼びかけや、要人の死を知らせるためにも使われていたほか、その起源は沿岸部における灯台や砂漠に立てられた目印の塔とされており、イスラム圏の人々への重要事項の伝達や道標としての意味合いがあった。「クライアントの目標達成、成功への道を示す存在になれたら」との想いが込められている。

## スポーツ教育事業（CSR）
メイン事業のほかにCSRの一環として、スポーツ教育事業を行っている。ワンコインでのサッカースクールや、保育園などの正課体操の授業がない施設向けの体操教室を開催している。
責任者として幼児サッカー（U-6世代）の主要大会である東日本幼児サッカー大会優勝、埼玉県幼児サッカー大会優勝などの実績を持つ岸本直人氏を招聘した。
MINARET BLUE CLUB （サッカークラブ）
埼玉県草加市を拠点にするサッカークラブ。2020年には、結成2年目にして、第19回埼玉県クラブユースサッカー選手権U10大会で優勝を果たした。
幼児～小学生年代の育成に定評のある岸本のほか、流通経済大学サッカー部として全国大会出場経験者である大澤などがコーチを担当。また臨時コーチとしてドイツリーガーの中岡涼太、関東1部の清水大輔など、現役で活躍する選手も指導にあたり、主要大会での上位進出を目指している。サッカーを通じて幼少期から、「考える力」や「物事を解決してく力」を養うことをコンセプトにしており、海外合宿や外国人チームとの交流会、選手年鑑の撮影会、プログラミング教室など、サッカー以外の体験も重視している。2019年には元イタリア代表のデルピエロのフットサルイベントにも参戦した。
N-METHOD 体操教室
東京都、埼玉県の正課体操の授業がない施設に向けて、体操教室を行っている。子どもの体力低下が問題視される中、1歳児～6歳児までの保育園に通う子供たちが家庭の負担なく無料で体操教室を受講できる。近年では卒園時に逆上がりができる子の割合は60パーセント前後まで落ちているが、講師を担当する岸本は9割以上の子を卒園までに成功させている。跳び箱においては卒園児までに6段を成功させている。保育園のほか、メイン事業のクライアント先や、その社員の方の子どもたちへも無料で指導をするなど、子どもたちの身体能力の向上や、成功体験を積むことでやる気を引き出すことを目的としている。

## スポンサード
VfB Speldorf（サッカークラブ：ドイツリーグ5部 2018-2019シーズン）
経営難に陥ったドイツの老舗クラブの救済のためスポンサーとなった。当時、日本人として初のドイツリーグの監督となった石川をはじめ、多くの日本人選手、スタッフが所属していた。

## 受賞歴
- JPMプランニング・ソリューション・アワード 2020　＜社会貢献プロモーション企画＞　金賞
- 2020 60th ACC TOKYO CREATIVITY AWARDS　フィルム部門カテゴリーB　銅賞
- 2020 第13回 釜山国際広告祭（AD STARS）　Film部門（Animation）：CRYSTAL 賞【作品名：Cruel Recruitment （残酷な求人）】
- 2020 第13回 釜山国際広告祭（AD STARS）　PSA部門（Human Rights）：CRYSTAL賞 【作品名：Cruel Recruitment （残酷な求人）】
- 2020 第57回ＪＡＡ広告賞 デジタル部門 メダリスト[6]　【作品名：Cruel Recruitment （残酷な求人）】
- 2019 59th ACC TOKYO CREATIVITY AWARDS　フィルム部門カテゴリーB　金賞[7]　【作品名：アイアムフセイン】
- 2019 FCC賞　ムービー部門２冠[8]　【作品名：アイアムフセイン】【作品名：Cruel Recruitment （残酷な求人）】

## 講演実績
- 株式会社スズキ　「What is the Marketing」　（益田勇気）
- イノベーションポート（NTTグループ、学研グループ、高砂熱学工業）　「Innovation 0.1」（益田勇気）
- 日立情報通信エンジニアリング　「顧客視点のヒント」（益田勇気）
- 富士食品工業　「経営戦略入門」（益田勇気）
- グッドマンサービス　「戦略的思考研修」「マーケティングの基礎」「うまくいかないブランディング」（益田勇気）
- 学生団体イベント　「日本になかったライブ配信」「何も好きなことがない人へ」（益田勇気）
- 羽村市イベント　「はたらく子どもたち」（岸本直人）